# Javier Carrasco (rugbista)
Javier Carrasco (Chile, 24 de agosto de 1997) es un jugador profesional chileno de rugby que se desempeña en la posición de pilar izquierdo en Selknam Rugby, equipo perteneciente a la liga Super Rugby Américas.

## Carrera
Carrasco comenzó su carrera deportiva con el equipo Old Reds. En 2020 se unió a Selknam Rugby, donde lleva jugando cuatro temporadas. También es parte de la Selección de rugby de Chile.